# Fairy Tail The Movie: Phoenix Priestess
Fairy Tail The Movie: Phoenix Priestess (劇場版 FAIRY TAIL 鳳凰の巫女?, Gekijōban Fearī Teiru: Hōō no miko, lett. Fairy Tail Il Film: La sacerdotessa della fenice) è un film d'animazione giapponese del 2012 diretto da Masaya Fujimori e ispirato alla serie manga ed anime shōnen Fairy Tail, creata da Hiro Mashima dove è stato coinvolto come story planner del film. La produzione dell'animazione è a cura di A-1 Pictures e il cast del film per quanto riguarda i personaggi presenti anche nella serie televisiva rimane invariato. Tra le voci principali del film figurano anche Aya Endō, che interpreta la sacerdotessa Eclair alla quale il titolo della pellicola è dedicato, e Mika Kanai, che interpreta il suo uccello compagno Momon. Il primo film è uscito in Giappone il 18 agosto 2012 e in Blu-ray e DVD in Nord America il 10 dicembre 2013.
Un primo sequel, intitolato Fairy Tail The Movie: Dragon Cry, è stato distribuito il 6 maggio 2017.

## Trama
La sacerdotessa Éclair fugge da un'incursione nella sua casa, il Villaggio del Fuoco, con metà della mistica Pietra della Fenice del suo villaggio prima di svenire. A Magnolia, Lucy Heartphilia vede Éclair crollare per le strade della città mentre torna da una missione. Dopo averla portata con il suo compagno il pulcino parlante Momon nella sala della gilda Fairy Tail, Lucy li presenta ai suoi amici Natsu Dragonil, Happy, Gray Fullbuster, Elsa Scarlett, Wendy Marvell e Charle. Soffrendo di amnesia, Éclair ricorda che deve portare la metà di pietra che custodisce a Kalard, un mago che vive nella Foresta di Confine. Ma Charle ha una visione, dove vede diversi pericoli e nonostante la sacerdotessa disprezzi la magia e i maghi, Lucy e i suoi amici la convincono a lasciarsi accompagnare.
Durante la strada, il gruppo viene attaccato da Chase, un mago della gilda Carbuncle reclutato da Duke Cream, il vanitoso sovrano del vicino paese di Veronica, per catturare Éclair. Raggiunta la foresta il gruppo alla fine trova i resti della casa di Kalard e si rendono conto che è morto e attraverso un messaggio olografico, l'uomo rivela di essere il padre di Éclair e le racconta di un incantesimo che ha creato per dissipare la magia maledetta della pietra. Lucy si lega a Éclair dopo aver rivelato la morte di suo padre, Jude, convincendo la ragazza ad arruolare Fairy Tail per soddisfare l'ultima richiesta di suo padre.
Dopo che i maghi tornano a Magnolia, Fairy Tail viene attaccata dal leader di Carbuncle Dist e dai suoi subordinati: Chase, Cannon e Coordinator, che catturano Éclair. Il master della gilda, Makarov Dreyar, Gajeel Redfox e Panther Lily, avvertono gli altri che dalle loro recenti indagini, hanno scoperto che Cream ha intenzione di combinare la pietra di Éclair con l'altra metà in suo possesso per evocare una fenice che gli garantirà l'immortalità, durante il 400º anniversario della fondazione del regno. La squadra di Lucy si reca da Veronica insieme a Gajeel, Lily e Lluvia Loxar per salvare Éclair, sconfiggendo gli scagnozzi di Dist.
Cream combina le due pietre e si prepara a bruciare Éclair come sacrificio nella piazza del paese, dove la ragazza riconosce una statua a forma di fenice del suo villaggio riacquistando i ricordi. Momon salva Éclair, ma nel processo viene avvolto dalle fiamme. Quando Cream evoca la fenice, Dist lo mette da parte per ottenere l'immortalità per se stesso. La "fenice" appare sotto forma di un gigantesco mostro non aviario e inizia a distruggere tutto ciò che la circonda mentre Dist si arrampica sulla sua schiena per ottenere il suo sangue che garantisce l'immortalità. Natsu lo sconfigge, ma il mostro continua il suo assalto e inizia ad assorbire la magia dei maghi per un attacco finale catastrofico.
Éclair rivela a Lucy di avere più di 400 anni, essendo diventata immortale bevendo il sangue della fenice per sopravvivere alla distruzione del Villaggio del Fuoco, che ora è Veronica,  nella speranza di dissipare o distruggere la pietra, ma come effetto collaterale perse i ricordi e che il padre la aspettava da secoli, infatti le sue ferite sono scomparse. Makarov e il resto di Fairy Tail arrivano con una freccia creata da Kalard e presa dal Consiglio della Magia per distruggere la pietra, tuttavia, il master spiega che così facendo ucciderebbe Éclair insieme alla fenice, con sgomento di Lucy, la ragazza accetta il suo destino mentre Natsu ed Elsa usano la freccia per distruggere la pietra all'interno dell'occhio della fenice. Il corpo di Éclair scompare con la fenice, e il suo spirito si riunisce con quello di Momon mentre salgono al cielo.
In seguito, Veronica viene ricostruita, i membri di Carbuncle vengono catturati, i maghi di Fairy Tail riparano la loro gilda e Lucy sorride quando vede lo spirito di un giovane Éclair tra gli abitanti della città, insieme ai suoi genitori.

## Produzione e distribuzione
Il film ha goduto di una proiezione a diffusione limitata in 73 sale cinematografiche giapponesi nella giornata del 18 agosto 2012. Lo stesso giorno è avvenuta anche l'uscita ufficiale giapponese. Dei biglietti speciali sono stati venduti con il manga di 30 pagine che fa da prologo al film; tale manga è intitolato Hajimari no asa (はじまりの朝? lett. Il primo mattino) ed è stato disegnato da Hiro Mashima per promuovere l'uscita del film. Il DVD fu pubblicato con un'edizione speciale del volume 36 del manga il 13 febbraio 2013. Tale edizione includeva anche un adattamento ad anime di Hajimari no asa come bonus extra. Il film fu trasmesso il 23 marzo 2013 sulla rete Animax Asia.
Al di fuori del Giappone, i diritti del film sono stati acquisiti per il Nord America da Funimation Entertainment, che ha concesso la sua trasmissione su Nan Desu Kan, avvenuta il 13 settembre 2013, e lo ha pubblicato in DVD e Blu-ray Disc il 10 dicembre 2013.
In Italia il film è stato annunciato da Dynit il 20 luglio 2023 e pubblicato su Prime Video il 30 settembre dello stesso anno assieme alla terza e alla quarta stagione dell'anime.

## Colonna sonora
Il tema di apertura del film è 200 miles, interpretato da Jang Keun Suk. Il tema di chiusura invece è Zutto Kitto (ずっと きっと? lett. Sicuramente per sempre), un image song interpretata dalla doppiatrice e cantante Aya Hirano sotto il nome del suo ruolo nel film, Lucy Heartphilia, composta da Nobuo Uematsu e scritta da Gorō Matsui.

## Accoglienza
Fairy Tail the Movie: Phoenix Priestess ha ricevuto recensioni positive dalla critica e dagli spettatori, ricevendo una media di "4 stelle su 5" dai fan su Japan Yahoo! Movies. Travis Bruno di Capsule Computers ha dato al film un punteggio di 8,5 su 10, elogiando lo sviluppo dei personaggi Lucy ed Éclair e favorendo le sequenze d'azione più veloci del film rispetto all'uso dei cerchi magici in CGI nella serie anime. Tuttavia, ha criticato l'animazione per avere "picchiate nelle inquadrature a media distanza". Bruno è stato anche critico nei confronti della tempistica dell'uscita nordamericana del film con quella dell'anime, ritenendo che il posizionamento del film dopo il salto temporale nella trama di Fairy Tail avrebbe confuso gli spettatori che fino ad allora avevano seguito solo l'uscita inglese dell'anime.
Kyle Mills di DVD Talk ha descritto il film come "una grande storia una tantum che è ben sviluppata e fantasticamente eseguita", distinguendolo dai "tipici" film shōnen con "poco sviluppo reale". Ha anche elogiato il cast del doppiaggio inglese, individuando Jessica Calvello e Todd Haberkorn come performance "straordinarie" rispettivamente nei panni di Éclair e Natsu. Mills ha ritenuto che il design dei personaggi sembrasse "fuori luogo" rispetto alla serie anime, ma ha aggiunto che "non dovrebbe sminuire, dal momento che il film sembra ancora migliore dell'episodio standard della serie". Per quanto riguarda i contenuti bonus del DVD, Mills ha notato la mancanza di un doppiaggio inglese per il cortometraggio The First Morning, definendolo "una scelta strana". Raymond Herrera di Examiner.com definì il film "più o meno lo stesso", ma ritenne di non aver trovato molto altro di sbagliato in esso.
Carl Kimlinger di Anime News Network ha definito il film "una confezione d'azione compatta di 85 minuti con tutto il cuore e l'umorismo che si associa al manga di Hiro Mashima e nessuna delle rigonfiamenti e dell'apatia che si associano al suo adattamento televisivo". Tuttavia, considerò il doppiaggio inglese "stoicamente, senza entusiasmo, professionale", criticando le performance di Cherami Leigh e Calvello, ma definendo il Natsu "attenuato" di Haberkorn "un sollievo".